# Albert Snyers d'Attenhoven
Albert Snyers d'Attenhoven, né à Goyer le 23 juillet 1915 et mort à Folkestone le 19 juillet 2003, est un homme politique belge.

## Fonctions et mandats
- Membre du Sénat belge : 1965-1974

## Sources
- Oscar COOMANS DE BRACHÈNE, État présent de la noblesse belge, Annuaire 1998, Brussel, 1998.
- Frédéric DOMS, "Chrétien, souviens-toi de Namur". Une menace pour l'élargissement du PLP-PVV? (Octobre 1964-mai 1965), Belgisch Tijdschrift voor Nieuwste Geschiedenis, 1999.